# Wetten van Plateau

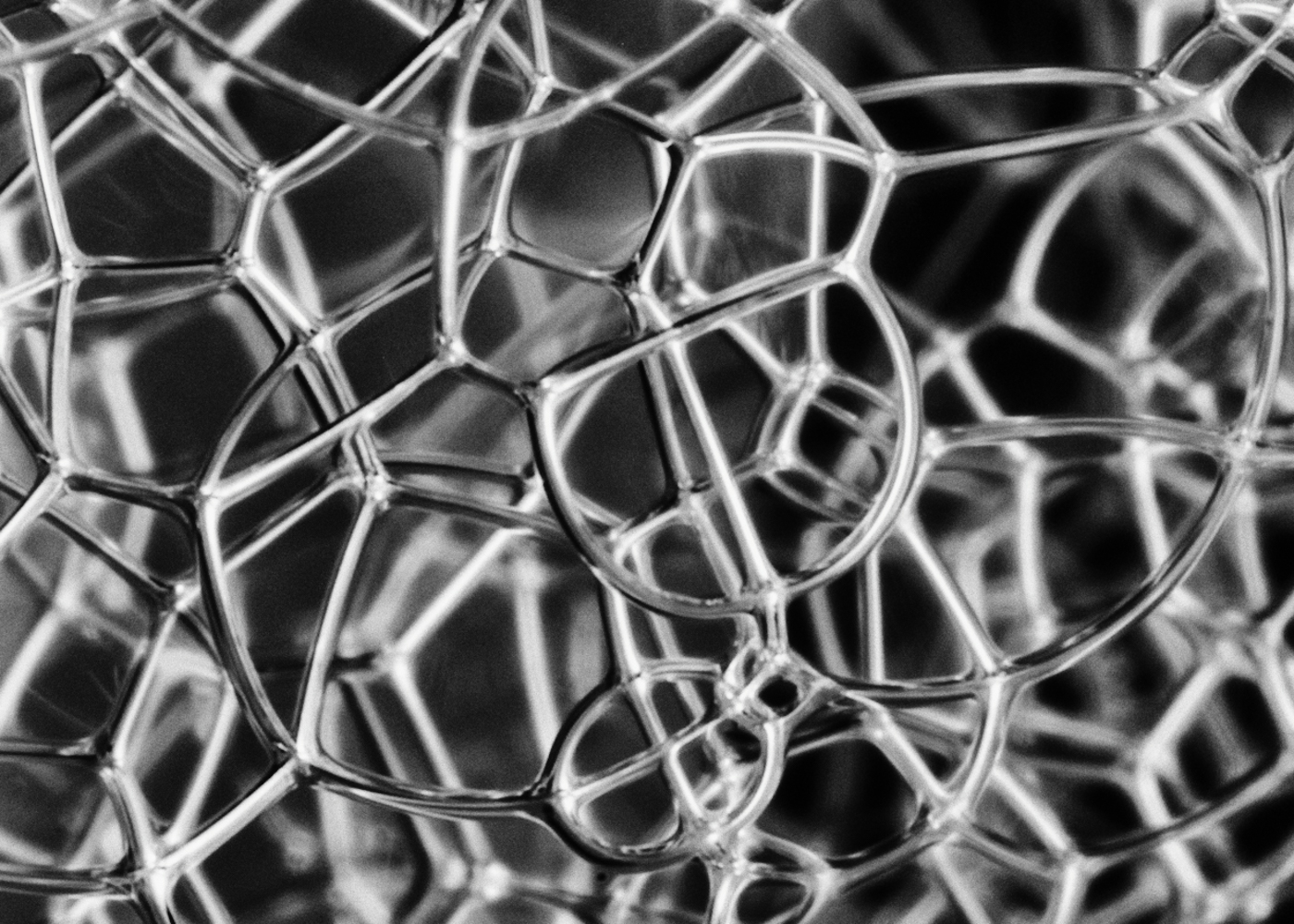
Bellen in een schuim van zeep. Zeepfilms ontmoeten elkaar in drieën op ongeveer 120° langs de grenzen van het plateau en deze grenzen komen samen op hoekpunten ongeveer in de tetraëdrische hoek.

De wetten van Plateau beschrijven de structuur van zeepfilms. Deze wetten werden in de 19e eeuw geformuleerd door de Belgische natuurkundige Joseph Plateau op basis van zijn experimentele waarnemingen.

## Wetten voor zeepfilms
De wetten van Plateau beschrijven de vorm en configuratie van zeepfilms als volgt:
1. Zeepfilms zijn gemaakt van hele (ononderbroken) gladde oppervlakken.
2. De gemiddelde kromming van een deel van een zeepfilm is overal constant op elk punt van hetzelfde stuk zeepfilm.
3. Zeepfilms ontmoeten elkaar altijd in drieën langs een rand die een plateaugrens wordt genoemd, en dat doen ze onder een hoek van arccos(−12 ) = 120°.
4. Deze plateaugrenzen komen in vieren samen in een hoekpunt, bij de tetraëdrische hoek van arccos (−13 ) ≈ 109,47°.

Andere configuraties dan die van Plateaus wetten zijn onstabiel. De film zal snel de neiging hebben zichzelf te herschikken om aan deze wetten te voldoen.
Deze wetten gelden voor minimaaloppervlakken. Dit werd wiskundig bewezen door Jean Taylor met behulp van de geometrische maattheorie.